# Elecciones municipales de Abancay de 1993
Las elecciones municipales de Abancay de 1993 se llevaron a cabo el 29 de enero de 1993 para elegir al alcalde y al Concejo Provincial de Abancay para el periodo 1993-1995. La elección se celebró simultáneamente con elecciones municipales en todo el país.

## Sistema electoral
La Municipalidad Provincial de Abancay es el órgano administrativo y de gobierno de la provincia de Abancay. Está compuesta por el alcalde y el Concejo Provincial.
La votación del alcalde y el concejo se realiza en base al sufragio universal, que comprende a todos los ciudadanos nacionales mayores de dieciocho años, empadronados y residentes en la provincia de Abancay y en pleno goce de sus derechos políticos, así como a los ciudadanos no nacionales residentes y empadronados en la provincia de Abancay.
El Concejo Provincial de Abancay está compuesto por 19 regidores elegidos por sufragio directo para un período de tres (3) años, en forma conjunta con la elección del alcalde (quien lo preside). La votación es por lista cerrada y bloqueada. Se asigna a la lista ganadora los escaños según el método d'Hondt o la mitad más uno, lo que más le favorezca.

## Composición del Concejo Provincial de Abancay
La siguiente tabla muestra la composición del Concejo Provincial de Abancay antes de las elecciones.
| Partidos | Partidos                        | Regidores |
| -------- | ------------------------------- | --------- |
|          | Izquierda Unida                 | 11        |
|          | Acuerdo Socialista de Izquierda | 4         |
|          | Frente Democrático              | 3         |
|          | Partido Aprista Peruano         | 1         |

## Partidos y candidatos
A continuación se muestra una lista de los principales partidos y alianzas electorales que participaron en las elecciones:
| Candidatura | Candidatura | Partidos y alianzas | Candidatos | Candidatos                | Ideología                                                  | Resultado previo | Resultado previo | Ref. |
| Candidatura | Candidatura | Partidos y alianzas | Candidatos | Candidatos                | Ideología                                                  | Votos (%)        | Reg.             | Ref. |
| ----------- | ----------- | --- | ---------- | ------------------------- | ---------------------------------------------------------- | ---------------- | ---------------- | ---- |
|             | IU          | Lista - Izquierda Unida (IU) – Unión de Izquierda Revolucionaria (UNIR) – Partido Comunista Peruano (PCP) – Frente Obrero Campesino Estudiantil y Popular (FOCEP) |            | Favio Pozo Zárate         | Marxismo-leninismo Mariateguismo Socialismo democrático    | 38.1%            | 11               |      |
|             | AP          | Lista - Acción Popular (AP) |            | Alfredo Joaquín Pomajulca | Humanismo Nacionalismo cívico Reformismo                   | 24.7%            | 3                |      |
|             | Libertad    | Lista - Movimiento Libertad (Libertad) |            | Aquiles Ubaqui Pozo       | Liberalismo clásico Democracia liberal Republicanismo      | 24.7%            | 3                |      |
|             | PPC         | Lista - Partido Popular Cristiano (PPC) |            | Mohammed Hussein Sheja    | Democracia cristiana Conservadurismo Liberalismo económico | 24.7%            | 3                |      |
|             | APRA        | Lista - Partido Aprista Peruano (APRA) |            | Hugo Acosta Valer         | Aprismo                                                    | 8.4%             | 1                |      |
|             | Frepap      | Lista - Frente Popular Agrícola del Perú (Frepap) |            | Miguel Danz Oblitas       | Israelismo Fundamentalismo cristiano Populismo             | Nuevo            | Nuevo            |      |
|             | IND         | Lista - Lista Independiente N° 3 Movimiento Independiente Nuevo Apurímac                                                                                          |            | Fernando Estrada Condori  | Localismo abanquino                                        | Nuevo            | Nuevo            |      |
|             | IND         | Lista - Lista Independiente N° 5 Movimiento Independiente Abancay                                                                                                 |            | Luis Barra Pacheco        | Localismo abanquino                                        | Nuevo            | Nuevo            |      |
|             | IND         | Lista - Lista Independiente N° 25 Movimiento Independiente Cambio 93                                                                                              |            | Jaime Sánchez Vergara     | Localismo abanquino                                        | Nuevo            | Nuevo            |      |

Otros candidatos
| Partidos y alianzas | Partidos y alianzas                                                | Candidatos             |
| ------------------- | ------------------------------------------------------------------ | ---------------------- |
|                     | Lista Independiente N° 13 Frente Independiente Progresista Abancay | Ángel Claros Centeno   |
|                     | Lista Independiente N° 19 Frente Unido                             | Juan Casafranca Romero |

## Resultados

### Sumario general
|                        |                                                                    |              |              |              |           |           |
| Partidos y coaliciones | Partidos y coaliciones                                             | Voto popular | Voto popular | Voto popular | Regidores | Regidores |
| Partidos y coaliciones | Partidos y coaliciones                                             | Votos        | %            | ±pp          | Total     | +/−       |
|                        | Lista Independiente N° 5 Movimiento Independiente Abancay          | 4,100        | 29.22        | n/a          | 11        | +11       |
|                        | Izquierda Unida (IU)                                               | 3,736        | 26.62        | –22.76       | 4         | –7        |
|                        | Partido Aprista Peruano (APRA)                                     | 1,538        | 10.96        | +4.18        | 2         | +1        |
|                        | Lista Independiente N° 25 Movimiento Independiente Cambio 93       | 1,175        | 8.37         | n/a          | 1         | +1        |
|                        | Lista Independiente N° 3 Movimiento Independiente Nuevo Apurímac   | 876          | 6.24         | n/a          | 1         | +1        |
|                        | Acción Popular (AP)                                                | 690          | 4.92         | n/a          | 0         | –3        |
|                        | Frente Popular Agrícola del Perú (Frepap)                          | 589          | 4.20         | Nuevo        | 0         | ±0        |
|                        | Lista Independiente N° 13 Frente Independiente Progresista Abancay | 540          | 3.85         | n/a          | 0         | ±0        |
|                        | Movimiento Libertad (Libertad)                                     | 355          | 2.53         | n/a          | 0         | ±0        |
|                        | Partido Popular Cristiano (PPC)                                    | 313          | 2.23         | n/a          | 0         | ±0        |
|                        | Lista Independiente N° 19 Frente Unido                             | 120          | 0.86         | n/a          | 0         | ±0        |
|                        |                                                                    |              |              |              |           |           |
| Total                  | Total                                                              | 14,032       |              |              | 19        | ±0        |
|                        |                                                                    |              |              |              |           |           |
| Votos válidos          | Votos válidos                                                      | 14,032       | 69.76        | +13.79       |           |           |
| Votos en blanco        | Votos en blanco                                                    | 907          | 4.51         | –8.00        |           |           |
| Votos nulos            | Votos nulos                                                        | 5,177        | 25.74        | –5.78        |           |           |
| Votos emitidos         | Votos emitidos                                                     | 20,116       | 58.80        | +34.54       |           |           |
| Abstenciones           | Abstenciones                                                       | 14,096       | 41.20        | –34.54       |           |           |
| Votantes registrados   | Votantes registrados                                               | 34,212       |              |              |           |           |
|                        |                                                                    |              |              |              |           |           |
| Fuente:                |                                                                    |              |              |              |           |           |

## Elecciones municipales distritales

### Resultados por distrito
La siguiente tabla enumera el control de los distritos de la provincia de Abancay. El cambio de mando de una organización política se resalta del color de ese partido.
| Distrito             | Alcalde(sa) electo(a)       | Partido político    | Partido político                | Alcalde(sa) electo(a)     | Partido político | Partido político        |
| -------------------- | --------------------------- | ------------------- | ------------------------------- | ------------------------- | ---------------- | ----------------------- |
| Chacoche             | Claudio Tomaylla Contreras  |                     | Izquierda Unida                 | Segundo Quispe Villarroel |                  | Izquierda Unida         |
| Circa                | Elecciones anuladas         | Elecciones anuladas | Elecciones anuladas             | Zoilo Serrano Cerro       |                  | Izquierda Unida         |
| Curahuasi            | Augusto Mosqueira Barazorda |                     | Izquierda Unida                 | Elías Segovia Ruiz        |                  | Partido Aprista Peruano |
| Huanipaca            | José Arana Mormontoy        |                     | Acuerdo Socialista de Izquierda | Gervacio Zambrano Amao    |                  | Izquierda Unida         |
| Lambrama             | Gumercindo Aguirre Arias    |                     | Izquierda Unida                 | Eloy Gamarra Pereyra      |                  | Independiente Abancay   |
| Pichirhua            | Valeriana Herrera Núñez     |                     | Acuerdo Socialista de Izquierda | Luis Bravo Moreano        |                  | Izquierda Unida         |
| San Pedro de Cachora | Hubert Montufar Dávalos     |                     | Frente Democrático              | Fabio Huamanñahui Jara    |                  | Izquierda Unida         |
| Tamburco             | Dionicio Soria Espinoza     |                     | Izquierda Unida                 | Hernán Camacho Silva      |                  | Nuevo Apurímac          |